# Intschede
Intschede ist ein Ortsteil der Gemeinde Blender in der niedersächsischen Samtgemeinde Thedinghausen im Landkreis Verden. Der Ort liegt an der nördlich fließenden Weser und 3 km nördlich vom Kernort Blender.

## Geschichte
Die erste urkundliche Erwähnung Intschedes geht auf das Jahr 1124 zurück.

## Sehenswürdigkeiten
- St. Michaelis-Kirche zu Intschede
- Weserwehr

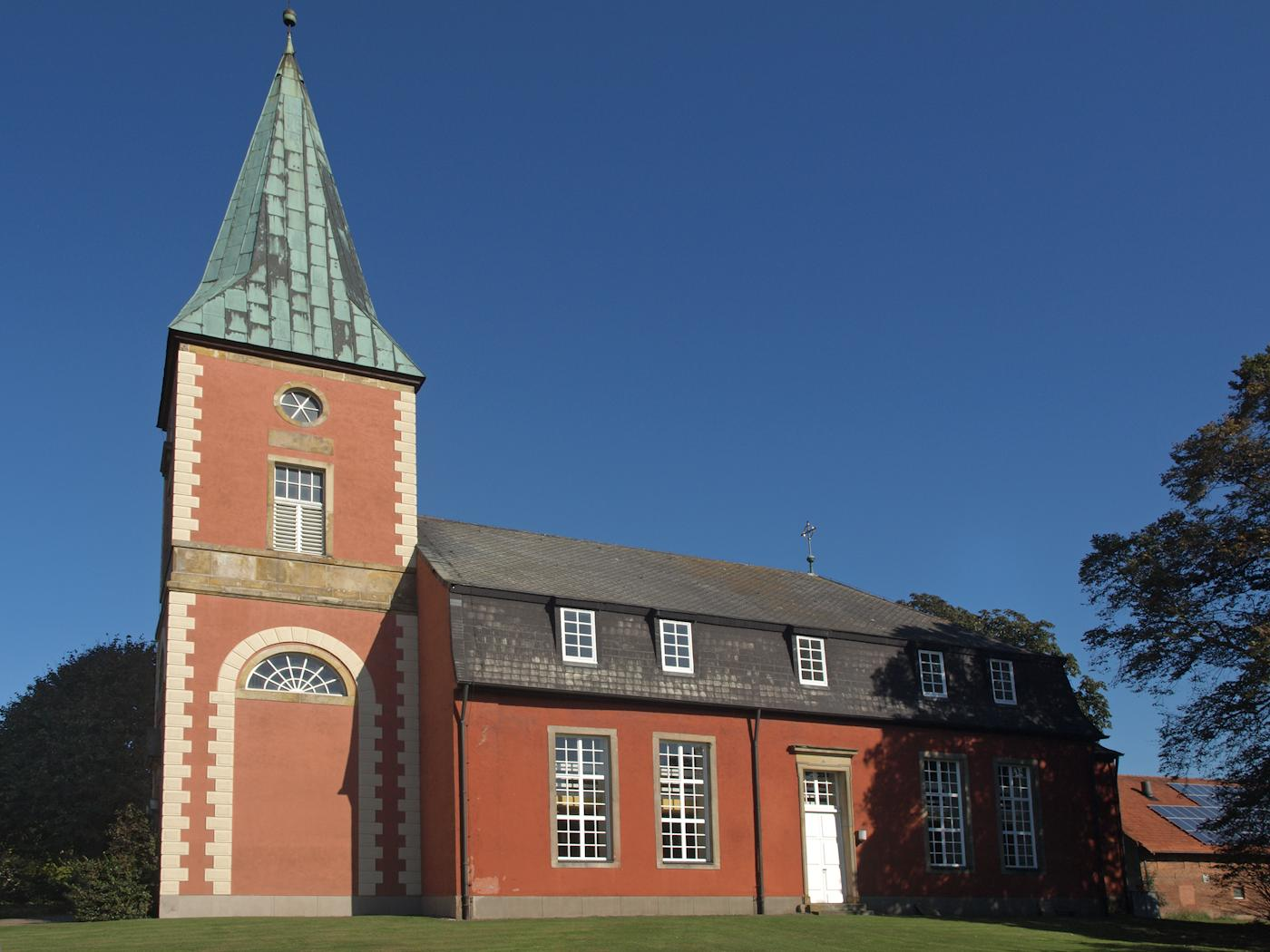
St. Michaelis-Kirche zu Intschede

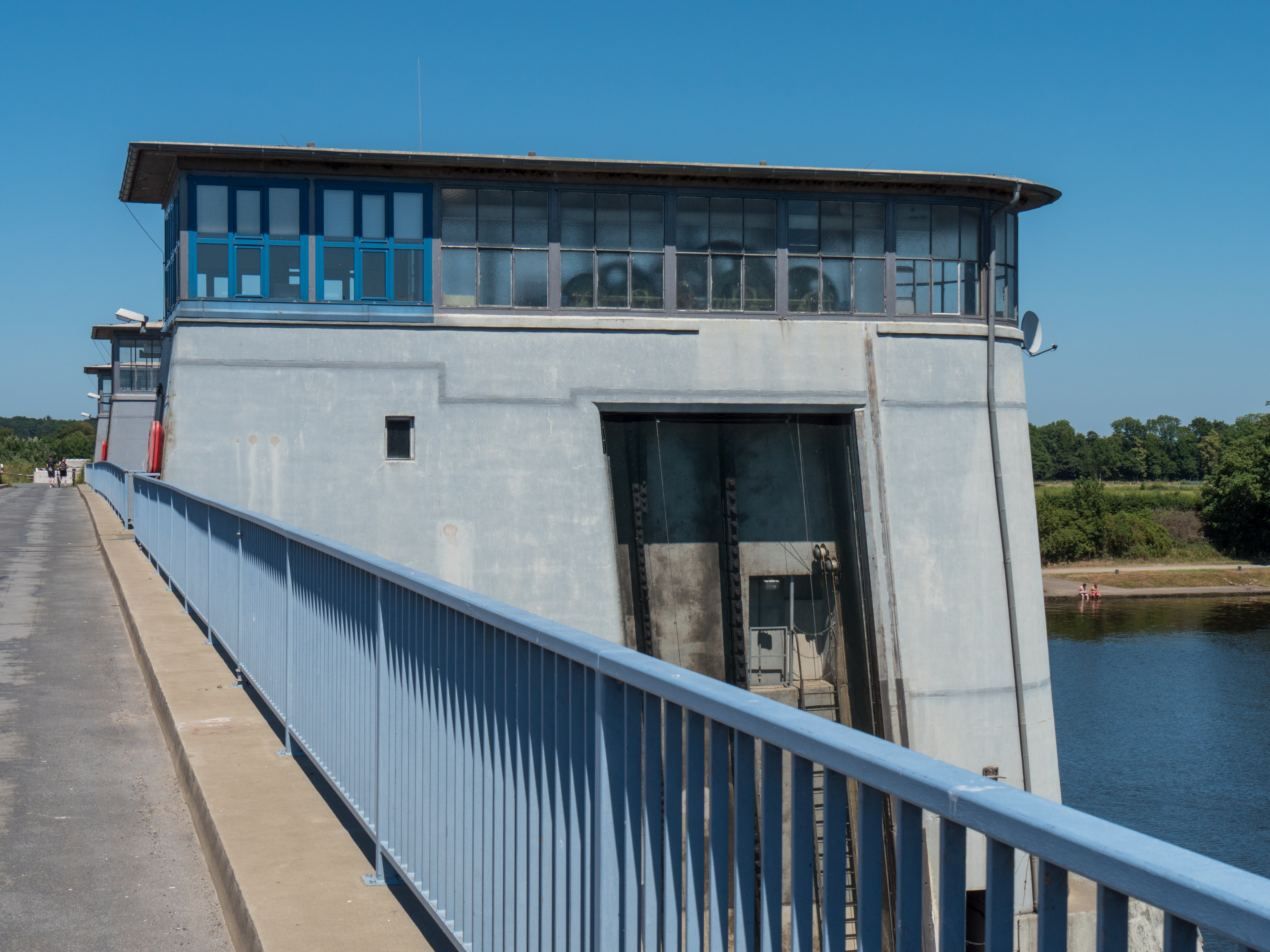
Weserwehr Intschede

- In der Liste der Baudenkmale in Blender (Landkreis Verden) sind für Intschede 13 Baudenkmale aufgeführt.